# Stéphane Richer (Eishockeyspieler, Juni 1966)
Stéphane Jean-Jacques Richer (* 7. Juni 1966 in Ripon, Québec) ist ein ehemaliger kanadischer Eishockeyspieler, der im Verlauf seiner aktiven Karriere zwischen 1983 und 2002 unter anderem 1188 Spiele für die Canadiens de Montréal, New Jersey Devils, Tampa Bay Lightning, St. Louis Blues und Pittsburgh Penguins in der National Hockey League auf der Position des linken Flügelstürmers bestritten hat. Richer gewann während seiner 17 Spielzeiten in der NHL insgesamt zweimal den Stanley Cup – im Jahr 1986 mit den Canadiens de Montréal und im Jahr 1995 mit den New Jersey Devils.

## Karriere
Richer schaffte es trotz vieler Hindernisse in seiner Juniorenzeit, einen Platz im Kader der Bisons de Granby in der Ligue de hockey junior majeur du Québec zu erhalten. Beim NHL Entry Draft 1984 wurde er in der zweiten Runde als 29. von den Canadiens de Montréal ausgewählt. Die folgende Saison begann er in Granby, wechselte innerhalb der Liga zu den Saguenéens de Chicoutimi, bevor er bei der Junioren-Weltmeisterschaft 1985 für Kanada spielte. Danach kam er zu seinem ersten Einsatz in der NHL, wurde aber kurz danach in die American Hockey League zu den Canadiens de Sherbrooke geschickt.
Auch die Saison 1985/86 begann er in Sherbrooke, doch bald schaffte er in der NHL den Durchbruch. Am Ende dieser Saison gewann er mit den Canadiens den Stanley Cup. Der tatsächliche Durchbruch zum Star gelang ihm in der Saison 1987/88, als er als erster Spieler der Canadiens seit Guy Lafleur 50 Tore in einer Saison erzielte. So sehr er mit seiner Schnelligkeit und seinen Toren die Fans begeistern konnte, so sehr stand er immer wieder in der Kritik. Oft wurde ihm nachgesagt, dass er nicht alles geben würde. Auch kleinere Verletzungen plagten ihn in den frühen 1990er-Jahren. 
Zur Saison 1991/92 wurde er mit Tom Chorske an die New Jersey Devils abgegeben. Im Gegenzug erhielten die Canadiens Kirk Muller und Roland Melanson. Mit seinen offensiven Qualitäten spielte er auch bei den Devils eine starke Rolle und half in der Saison 1994/95 mit, als das Team erstmals den Stanley Cup gewinnen konnte. Nach einem weiteren Jahr in New Jersey wechselte er für Lyle Odelein zurück zu den Canadiens.
Nach einem Jahr bei den Canadiens wechselte er zur Mitte der Saison 1997/98 mit Darcy Tucker und David Wilkie, die unter anderem Patrick Poulin nach Montreal schickten, zu den Tampa Bay Lightning. In Florida konnte er nicht an seine früheren Leistungen anknüpfen. Nachdem man bei den Lightning nicht mehr auf ihn baute, wechselte er im Januar 2000 zu den St. Louis Blues, die dafür Rich Parent und Chris McAlpine nach Tampa schickten.  
Er unterschrieb als Free Agent bei den Washington Capitals, entschied sich dann jedoch vor Saisonbeginn seine Karriere zu beenden. Zur Saison 2001/02 feierte er bei den Pittsburgh Penguins sein Comeback. Dort bestritt er sein 1.000 NHL-Spiel. Kurz vor Ende der Saison kehrte er zu den New Jersey Devils zurück. Nach zehn Spielen in der regulären Saison und drei Playoffspielen beendete er endgültig seine aktive Karriere.

## Erfolge und Auszeichnungen
| - 1984 Trophée Michel Bergeron - 1985 LHJMQ Second All-Star Team - 1985 Calder-Cup-Gewinn mit den Canadiens de Sherbrooke | - 1986 Stanley-Cup-Gewinn mit den Canadiens de Montréal - 1990 Teilnahme am NHL All-Star Game - 1995 Stanley-Cup-Gewinn mit den New Jersey Devils |

### International
- 1985 Goldmedaille bei der Junioren-Weltmeisterschaft

## Karrierestatistik

### International
Vertrat Kanada bei:
- Junioren-Weltmeisterschaft 1985

(Legende zur Spielerstatistik: Sp oder GP = absolvierte Spiele; T oder G = erzielte Tore; V oder A = erzielte Assists; Pkt oder Pts = erzielte Scorerpunkte; SM oder PIM = erhaltene Strafminuten; +/− = Plus/Minus-Bilanz; PP = erzielte Überzahltore; SH = erzielte Unterzahltore; GW = erzielte Siegtore; 1 Play-downs/Relegation; Kursiv: Statistik nicht vollständig)